# Crash - Contatto, impatto, convivenza
CRASH - Contatto, Impatto, Convivenza è un programma televisivo italiano d'inchiesta di Rai Educational riguardante l'effetto dell'immigrazione in Italia, in onda dal 2009 su Rai 3 (il mercoledì all'1:00) e su Rai Storia (il lunedì alle 23:30).
Il programma prosegue l'esperienza di Un mondo a colori (2000-2009) e documenta la trasformazione dell'Italia quale paese di immigrazione massiccia attraverso inchieste filmate, reportage ed interviste in studio. Ne è autrice e conduttrice la giornalista Valeria Coiante.

## Crediti
Gli autori del programma sono Valeria Coiante, Paolo Zagari e Andrea Zanini. I registi autori dei servizi sono Antonio Carella, Susanna Checconi, Alessandra Conforti, Emily De Cesare, Marco Durazzo, Valentina Giardino, Alfonso Iuliano, Lucrezia Lo Bianco, Marzia Marzolla, Antonia Moro, Fiammetta Spina e Fabio Trappolini. Assistenti al programma: Maria Paola Adone e Stefano Aragona, consulenza di Maria Djamila Borra, Gabriele Camelo e Mauro Orrico. La regia è di Matteo Minissi.

## Puntate

### Stagione 2012/2013
- Le vie nere del credito
- Cipro, l`ultimo muro
- Mal di sanità
- Roma città infinita
- Una violenza di genere
- Money, money, money
- Il rumore del pane
- La mia arte pubblica - L'arte che nasce dalla strada: writer, rapper e parkour.
- Restiamo umani. Vita e morte di Vittorio Arrigoni
- Amore cieco
- Oltre il giardino
- Eterno eternit
- Il mare che bagna Napoli
- Salonicco, Grecia
- Il treno della discordia
- Lukashenko chi?
- Speciale legalità - La storia del riscatto sociale di Librino, un quartiere periferico di Catania, grazie allo sport.

### Stagione 2013/2014
- Vittime di guerra - Le storie di chi è sbarcato sull'isola di Lampedusa.
- Io mi ricordo Cinecittà - Le maestranze storiche di Cinecittà.
- Emergenza carceri: tre metri quadri - Il sovraffollamento delle carceri italiane.
- Case da matti - La situazione degli ospedali psichiatrici giudiziari.
- Vite a Termini - Le storie delle persone che si trovano a vivere nella Stazione di Roma Termini.
- Le città nelle città - Gli ospedali romani Santa Maria della Pietà, il San Gallicano e il Forlanini.
- Roma buy night - Infiltrazioni criminali nel settore della ristorazione nella città di Roma.
- Rischio Vesuvio - I rischi che correrebbe Napoli in caso di eruzione del Vesuvio.
- Quello che il PIL non dice - I limiti del PIL quale metro di misura dello sviluppo di una nazione.
- Eroi con due mondi - Le storie di Diana, Artan, Ion e Mohamed.
- La maschera e l'anima - La storia di un giovane tunisino venuto in Italia con la speranza di diventare attore.
- (R)esistenza - Storie di impegno sociale nel quartiere Scampia di Napoli.
- #PiazzaTaksim, di Paolo Zagari - La manifestazione ambientalista di piazza Taksim (in Turchia) repressa dalla polizia diventa un movimento politico di massa.
- Storie di piccoli schiavi - Il lavoro minorile dagli anni '40 ad oggi.
- Per non morire dentro, storie dal carcere - Le storie di Massimo, Federico e Vito.
- Fronteras Mexico - Le storie dei migranti che dal Centro America passando per il Messico cercano di arrivare negli Stati Uniti.
- La guerra del pallone - Gli scontri fra genitori dei ragazzi alle partite locali.
- Vol Special - documentario di Fernand Melgar sugli uomini incarcerati in Svizzera per il fatto di risiedere illegalmente sul territorio (vincitore del Prix Italia nel 2012).
- Tamil, tra paradiso e inferno - La storia della minoranza etnica tamil presente soprattutto in Sri Lanka.
- Saura! Rivoluzione in Egitto - La situazione a Piazza Tahrir, in Egitto.
- Ritratti - Le vite di tre persone immigrate in Italia: Silvano, Gail e Ferdi.
- La senti questa voce? - La storia del telefono in Italia.
- Fantasmi siriani - Le testimonianze de cittadini che fuggono dalla guerra in Siria e attraversano l'Italia per raggiungere i paesi del Nord Europa.
- Il rosa e il nero - La storia di quattro immigrati che, con il loro lavoro, contribuiscono alla crescita economica del paese ospitante.
- L'Italia in saldo - La vendita agli stranieri di beni e aziende del "Made in Italy".
- Tutti i particolari in cronaca - La cronaca nera di fatti legati al fenomeno dell'immigrazione.
- Scontro di civiltà - Islam e occidente: lo scontro tra democrazia e fondamentalismo.
- I migliori servizi 2005-2006
- Mondiale Italia-Francia - A partire dallo sport calcistico viene raccontata la storica rivalità tra italiani e francesi.
- Mondiale Italia-Germania - A partire dallo sport calcistico viene raccontata la storica rivalità tra italiani e tedeschi.
- Fantasmi siriani - Edizione speciale
- Micromondi - Lampedusa oggi e Sri Lanka.
- L'ultimo respiro di Michelangelo - L'antica tradizione dell'estrazione del marmo nelle Alpi Apuane.